# Limnebius glabriventris
Limnebius glabriventris är en skalbaggsart som beskrevs av Shatrovskiy 1989. Limnebius glabriventris ingår i släktet Limnebius och familjen vattenbrynsbaggar. Inga underarter finns listade i Catalogue of Life.